# 斯坦尼斯拉夫·罗斯托茨基
斯坦尼斯拉夫·罗斯托茨基（俄语：Станисла́в Ио́сифович Росто́цкий，1922年—2001年），前苏联导演、演员，1922年4月21日生于雷比斯克。2001年8月逝世于维堡。 代表作《这里的黎明静悄悄》、《白比姆黑耳朵》先后提名奥斯卡金像奖最佳外语片，后者获得1978年卡罗维发利电影节水晶地球仪奖最佳剧情片大奖。他还曾四次担任莫斯科电影节的评委会主席（1975年、1977年、1979年、1981年、1983年）。1999年担任上海国际电影节评委会评委。
为纪念并表彰在电影方面的贡献，维堡列宁格勒地区学校2002年以斯坦尼斯拉夫·罗斯托茨基命名。他在维堡度过了人生最后十五年。

## 作品
| 拍摄时间 | 类型  | 片名                           | 职务 | 获奖                                                                                    | 備註 |
| 1955年   | 电 影 | 《大地与人民》                 | 导演 |                                                                                         |      |
| 1957年   | 电 影 | 《宾科夫事件》                 | 导演 |                                                                                         |      |
| 1959年   | 电 影 | 《五月之星》                   | 导演 |                                                                                         |      |
| 1962年   | 电 影 | 《临风而立》                   | 导演 |                                                                                         |      |
| 1963年   | 电 影 | 《冬季印象》                   | 导演 |                                                                                         |      |
| 1965年   | 电 影 | 《我们时代的英雄》             | 导演 |                                                                                         |      |
| 1968年   | 电 影 | 《我们就住到星期一》           | 导演 | 1970年苏联国家奖                                                                        |      |
| 1972年   | 电 影 | 《这里的黎明静悄悄》           | 导演 | 1975年苏联国家奖 1974年列宁共青团奖 提名—第45届奥斯卡金像奖最佳外语片                   |      |
| 1977年   | 电 影 | 《白比姆黑耳朵》               | 导演 | 卡罗维发利电影节水晶地球仪奖最佳剧情片 1980年列宁奖章 提名—第51届奥斯卡金像奖最佳外语片 |      |
| 1979年   | 电 影 | 《电影演员》                   | 导演 |                                                                                         |      |
| 1980年   | 电 影 | 《飞行中队骠骑兵》             | 导演 |                                                                                         |      |
| 1984年   | 电 影 | Trees Grow on the Stones Too   | 导演 |                                                                                         |      |
| 1989年   | 电 影 | From the Life of Fyodor Kuzkin | 导演 |                                                                                         |      |